# Nazionale maschile di hockey su ghiaccio della Spagna
La nazionale di hockey su ghiaccio maschile della Spagna (Selección masculina de hockey sobre hielo de España) è controllata dalla Federación Española de Deportes de Hielo, la federazione spagnola di sport sul ghiaccio, ed è la selezione che rappresenta la Spagna nelle competizioni internazionali di hockey su ghiaccio.